# Martin Wagner (Politiker)
Martin Wagner (* 6. Dezember 1919 in Fürstenau) war ein deutscher Politiker und Funktionär der DDR-Blockpartei Demokratische Bauernpartei Deutschlands (DBD).
Wagner war der Sohn eines Kleinbauern aus dem Erzgebirge und wurde Landwirt und Vorsitzender der LPG „Glückauf“ in Fürstenau im Kreis Dippoldiswalde. Von 1963 bis 1967 gehörte er als Mitglied der DBD-Fraktion der Volkskammer der DDR an.